# Max Gach
Max Gach (2. června 1883 Příbram - 2. června 1942, Praha - Kobyliská střelnice) byl právník a redaktor židovského původu, popravený nacisty během druhé heydrichiády.

## Život
Navštěvoval osmileté obecní reálné gymnázium v Příbrami. Poté studoval právo v Praze. Zde byl mimo jiné
členem spolku židovských akademiků v Praze, Bar Kochba.

## Poprava
Po atentátu na Heydricha, během prohledávání bytů v Praze byl Max Gach gestapem, když byl objeven u majitele kadeřnictví Emanuela Grofa, který Gacha u sebe schovával před deportací. Gach měl svým ukrýváním porušit výnos zastupujícího říšského protektora ze dne 28. května 1942 o přihlašování k pobytu. Za přechovávání neohlášené osoby byl zadržen také Grof a oba byli následně odsouzeni k smrti zastřelením .